# Reginald z Orleanu
Reginald z Orleanu, również Reginald z Saint-Gille (ur. 1180-1183 r. w Saint-Gilles lub w Orleanie, zm. 1220 r. w Paryżu) – francuski dominikanin (OP), błogosławiony Kościoła katolickiego
Urodził się w 1183 r.  w Saint-Gilles, w departamencie Gard na południu Francji lub jak podają inne źródła w 1180 r. w Orleanie.
Kształcił się na Uniwersytecie Paryskim, gdzie w 1206 r.  uzyskał tytuł doktora a w latach 1206–1211 wykładał prawo kanoniczne; następnie został dziekanem kapituły katedralnej w Orleanie. W kwietniu 1218 r., wraz z ówczesnym biskupem Orleanu, Manassesem de Seignelay, wybrał się na pielgrzymkę do Ziemi Świętej. Po drodze, w Rzymie, za pośrednictwem kardynała Ugolino di Segni (późniejszego papieża Grzegorzem IX), spotkał się ze św. Dominikiem Guzmánem i zapoznał się z regułą nowo powstałego zakonu dominikanów. Już jako członek zakonu udał się w dalszą drogę do Jerozolimy. W drodze powrotnej do Rzymu, założył klasztor na Sycylii. Z Rzymu, już jako wikariusz, został wysłany do nowo powstającej wspólnoty w Bolonii. Tam, Reginald przeniósł zakon z Santa Maria della Mascarella do większej, nowo wybudowanej siedziby, klasztoru św. Mikołaja (obecnie klasztor św. Dominika). Jego zdolności oratorskie i zapał jaki towarzyszył jego kazaniom przyciągnął w szeregi zakonników wielu studentów i mistrzów pobliskiego uniwersytetu. W 1219 r.  został wysłany do Paryża by i tam, z podobnym sukcesem, powiększyć liczebność zakonu; pozyskał m.in. Jordana z Saksonii, późniejszego generała zakonu dominikanów.
W pierwszych dniach lutego, w 1220 r., z powodu choroby zmarł. Jego szczątki zostały pochowane w paryskim kościele Notre Dame des Champs.

## Legenda
Według legendy, Reginald, jeszcze w Rzymie w 1218 r., ciężko zachorował. O jego zdrowie modlił się św. Dominik. Na łożu śmierci, Reginald doznał wizji: ukazała mu się Najświętsza Dziewica, która pokazała mu biały szkaplerz jako dodatek do tradycyjnego habitu dominikanów. Po wizji natychmiast powrócił do zdrowia i jako pierwszy przywdział dodatkowo szkaplerz wzorowany na tym z wizji.

## Kult i ikonografia
Kult, jako błogosławionego, został zaaprobowany przez papieża Piusa IX 8 lipca 1875 roku.
Martyrologium Rzymskie wspomina go 1 lutego (wcześniej 12 lutego).
W ikonografii chrześcijańskiej przedstawiany jest wraz z Matką Bożą pokazującą mu biały szkaplerz.